# Cneu Calpúrnio Pisão (cônsul em 139 a.C.)
Cneu Calpúrnio Pisão (em latim: Cneus Calpurnius Piso) foi um político da gente Calpúrnia da República Romana eleito cônsul em 139 a.C. com Marco Popílio Lenas.

## Consulado (139 a.C.)
Pisão foi eleito cônsul em 139 a.C. com Marco Popílio Lenas, mas nada mais se sabe sobre sua vida e seu consulado.